# پاریس، یک روز بارانی
پاریس، یک روز بارانی یا به تعبیری دیگر خیابان پاریس؛ روز بارانی (به فرانسوی: Rue de Paris, temps de pluie) یکی از آثار نقاش فرانسوی، گوستاو کایبوت (۱۸۴۸ - ۱۸۹۴ میلادی) است که به سال ۱۸۷۷ میلادی خلق شد.
این اثر، تقاطعی پیچیده نزدیک به ایستگاه قطار سنت لازار (به فرانسوی: Saint Lazare) در شمال پاریس را نشان می‌دهد. این نگاره یکی از شناخته‌شده‌ترین آثار کایبوت است که در سومین نمایشگاه آثار نقاشان دریافتگرا (امپرسیونیست) در سال ۱۸۷۷ میلادی به نمایش گذاشته‌شد. این اثر هم‌اکنون در مؤسسه هنر شیکاگو در ایالات متحده آمریکا نگهداری می‌شود.

## جزئیات اثر
این اثر را می‌توان نمونه‌ای موفق از به تصویر کشیدن زندگی شهری در اواخر قرن نوزدهم میلادی دانست که جدای از فلسفه ذهنی مورد استفاده در آثار متداول دریافتگرایان، بیشتر دغدغه‌های یک رئالیست را در امانتداری و ثبتی واقع‌گرایانه به تصویر کشیده‌است. سطح به شدت پرداخت شده کار، ابعاد وسیع اثر (بیش از دو متر طول و عرض) و رعایت دقیق نسبت‌ها در ژرفانمایی «پاریس، یک روز بارانی»، بیشتر این کار را آکادمیک نشان می‌دهد تا امپرسیونیسم.

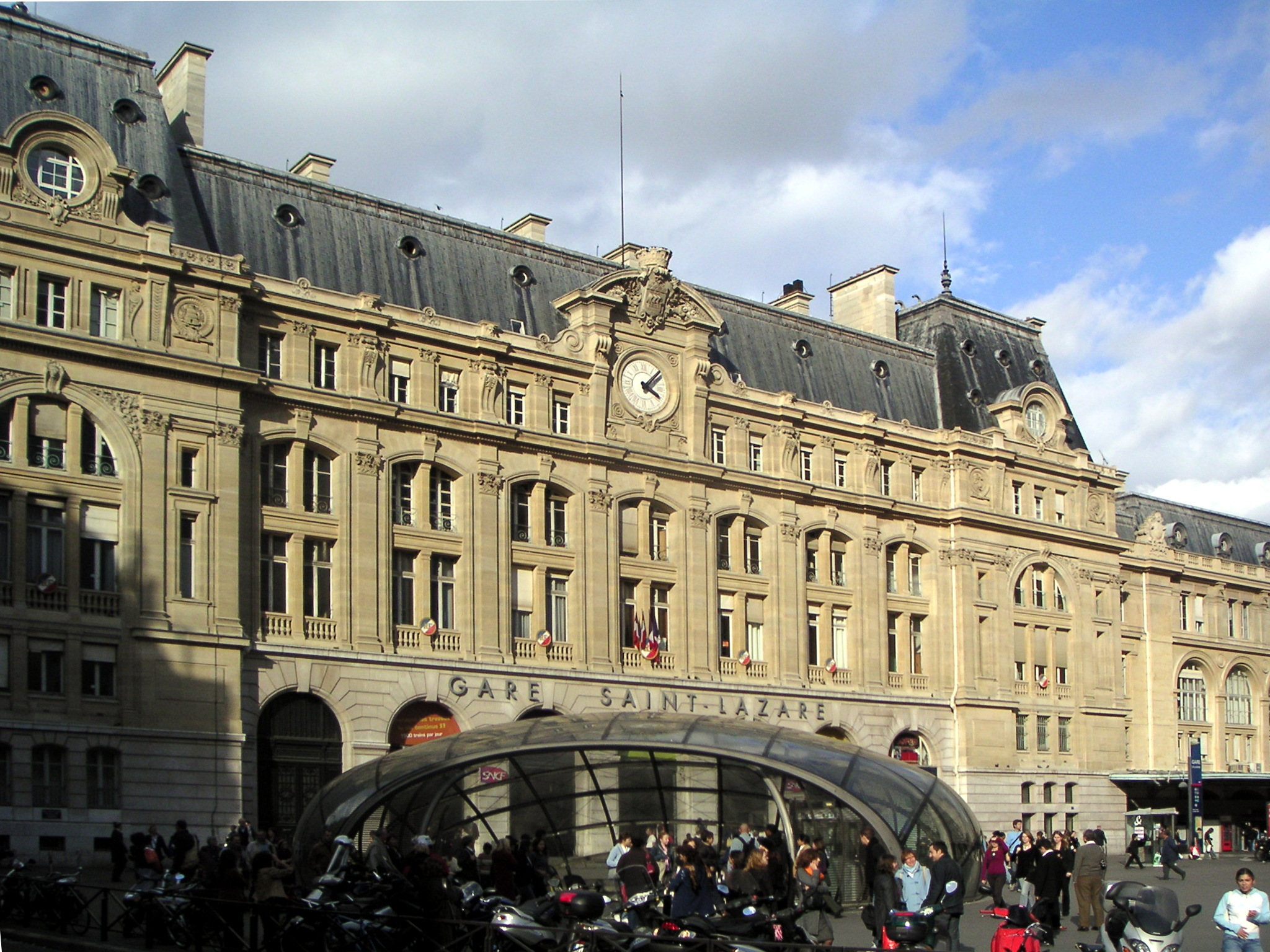
ایستگاه قطار سنت لازار، ورودی غربی

مرزبندی دقیق نقاش در جدا کردن فضای پیش‌زمینه از فضای میانی و پس‌زمینه با استفاده از چراغ گاز در پشت زوج پاریسی خود نشان از رویکردی آکادمیک در برخورد با جزئیات اثر دارد. کایبوت آگاهانه تمام این علایم، اندازه‌گیری‌ها و جزئیات را به کار می‌برد تا لحظه‌ای از زندگی در پاریس زمان خود را نشان دهد. در این ترکیب‌بندی مقطعی، خیلی آسان می‌توان تصور کرد که در لحظهٔ بعد تمام اجزای کار در محل ثبت اثر، جابه‌جا خواهند شد و هیچ چیز مانند قبل نخواهد بود. همچنین نقاش با کمی تحریف در زاویه قرارگیری ساختمان مرکزی ایستگاه قطار در پس‌زمینه تصویر و نمایش فضای انتهایی خیابان‌های دو طرف ایستگاه به خوبی سعی کرده‌است تا فضایی سراسرنما در این نقاشی ایجاد کند.

## اصول عکاسی
از دیگر نکاتی که می‌توان در این کار مشاهده کرد، علاقه نقاش به هنر عکاسی است. پیکره‌های زوج پاریسی که در پیش‌زمینه و در مقابل بیننده قرار گرفته‌اند، کمی محو شده‌اند و بخشی از تصویر که در پس‌زمینه دیده می‌شود، گنگ و نامفهوم کشیده شده‌اند. اما از طرف دیگر، کالسکه و مردمی که در میانه تصویر در حال گذر از خیابان هستند، بسیار واضح و با جزئیات غافلگیرکننده‌ای خلق شده‌اند. نمونهٔ آشکار این جزئیات را می‌توان در پره‌های چرخ کالسکه و هماهنگی سایه‌های سنگفرش خیابان دید.